# Alberto Pozzetti
Alberto Pozzetti, né le 11 septembre 1914 à Acqui Terme dans la région du Piémont et mort en 2002 à Rome dans la région du Latium, est un réalisateur et scénariste italien, auteur d'une brève carrière dans les années 1940 et 1950.

## Biographie
Dans les années 1940, il participe à l'écriture de scénarios ou sujets pour le cinéma italien, dont le mélodrame Phares dans le brouillard (Fari nella nebbia) de Gianni Franciolini en 1942 et le film sur la Seconde Guerre mondiale La fiamma che non si spegne de Vittorio Cottafavi en 1949.
En 1951, il co-réalise avec Giorgio Ansoldi le film d'aventures historique Le Capitaine noir (Il capitano nero), avec Marina Berti, Paul Müller, Marisa Merlini et Steve Barclay (en) dans les rôles principaux, puis réalise la même année la comédie Tizio Caio Sempronio, avec à l'affiche le trio comique Nino Taranto, Virgilio Riento et Aroldo Tieri.

## Filmographie

### Comme réalisateur
- 1951 : Le Capitaine noir (Il capitano nero) (avec Giorgio Ansoldi)
- 1951 : Tizio Caio Sempronio (avec Marcello Marchesi et Vittorio Metz)

### Comme scénariste
- 1942 : Phares dans le brouillard (Fari nella nebbia) de Gianni Franciolini
- 1947 : Fiamme sul mare de Michał Waszyński et Vittorio Cottafavi
- 1949 : La fiamma che non si spegne de Vittorio Cottafavi

## Source
- (it) Roberto Poppi et Roberto Chiti, Dizionario del cinema italiano: I film, vol. 2, dal 1945 a 1959, Rome, Gremese, 1991 (ISBN 978-8876055485), p. 81-363